# Тангвик, Саннер
Са́ннер Та́нгвик (норв. Sander Tangvik; род. 29 ноября 2002, Тронхейм) — норвежский футболист, вратарь клуба «Русенборг».

## Клубная карьера
Тангвик — воспитанник клубов «Бёсен» и «Русенборг». 6 ноября 2022 года в матче против «Йерва» он дебютировал в Типпелиге в составе последних. 